# Mondorff
Mondorff là một xã trong vùng Grand Est, thuộc tỉnh Moselle, quận Thionville-Est, tổng Cattenom. Tọa độ địa lý của xã là 49° 30' vĩ độ bắc, 06° 16' kinh độ đông. Mondorff nằm trên độ cao trung bình là 192 mét trên mực nước biển, có điểm thấp nhất là 187 mét và điểm cao nhất là 263 mét. Xã có diện tích 3,84 km², dân số vào thời điểm 1999 là 446 người; mật độ dân số là 116 người/km².

## Thông tin nhân khẩu
| 1962 | 1968 | 1975 | 1982 | 1990 | 1999 |
| ---- | ---- | ---- | ---- | ---- | ---- |
| 154  | 154  | 147  | 286  | 399  | 446  |